# Baix Imperi
|  | Per a altres significats, vegeu «Baix imperi d'Egipte». |

El Baix Imperi correspon, per contraposició amb l'Alt imperi, el darrer període en què la historiografia sol dividir la història de l'Imperi Romà comprenent des de la crisi del segle iii fins a la Caiguda de Roma i inclús estenent-lo fins a les invasions àrabs del segle vii dels estats germànics derivats durant l'antiguitat tardana després de l'esfondrament formal de l'imperi, amb el benentès que en general les estructures socials i econòmiques d'aquests estats eren pràcticament calcs més o menys adaptades de les que tenia l'Imperi.
L'expressió «Baix Imperi» fou encunyada per l'historiador francès Charles Le Beau (1701-1778), autor d'una Histoire du Bas-Empire, en vint-i-vuit volums, que va publicar-se entre 1752 i 1817. En principi, l'ús de l'adjectiu Baix no havia de tenir cap connotació negativa, sinó que servia, únicament, per a indicar que es tractava del període més proper a l'època actual, és a dir, del més recent; tanmateix, aviat va arrelar la idea de veure el Baix Imperi com un moment de decadència; per això, les rehabilitacions d'aquesta època han dut a proposar altres noms com ara Imperi tardà o, fins i tot, antiguitat tardana; malgrat tot, Baix Imperi continua sent un terme usat, fins i tot pels que rebutgen veure-hi un moment de declivi, contraposat a l'esplendor clàssica de l'Alt Imperi.
D'altra banda, no hi ha unanimitat en la identificació del moment exacte en què començaria el Baix Imperi i, doncs, hauria arribat a la seva fi l'Alt Imperi. Les dates que es proposen com a inici del Baix Imperi són les següents:
- La mort de l'emperador Marc Aureli (180), amb la qual cosa el regnat de Còmmode (180-192) correspondria al Baix Imperi; d'aquesta manera, s'indica que les transformacions que marquen el pas d'un període a l'altre van començar a donar-se en temps de Marc Aureli.
- L'any 193, en què va començar el regnat de la dinastia Severa.
- L'any 235, quan acaba el regnat de la dinastia Severa i comença l'anarquia militar, un dels fets característics de la crisi del segle iii.
- L'any 284, amb l'inici del regnat de Dioclecià, les reformes del qual posaren fi a la crisi del segle iii reafirmant l'autoritat absoluta de l'emperador segons el model de les monarquies orientals, en contrast amb l'autoritarisme "moderat" de l'Alt imperi, que resultà del compromís d'August amb l'antiga tradició republicana de Roma.

La fi del Baix Imperi arribà a Occident amb les invasions bàrbares del segle v i a Orient amb les pèrdues territorials i les transformacions que hi seguiren a les invasions àrabs del segle vii, en les quals s'hi veu el moment de transició cap a l'Imperi Romà d'Orient, nom creat al segle xvi per l'humanista Hieronymus Wolf, que avui dia es fa servir per designar l'Imperi Romà des del segle vii fins al moment de la seva desaparició definitiva: la presa de Constantinoble pels turcs el 1453.

## Segle III
L'acció política de Dioclecià (284-305) fou, en gran part, continuació de la d'alguns dels seus predecessors, com ara Aurelià (270-275) o Probe (276-282); va ser, doncs, sobre aquestes bases que, primer, Dioclecià i, després, Constantí I el Gran (306-337), posaren les bases de la monarquia absoluta del Baix Imperi.
.

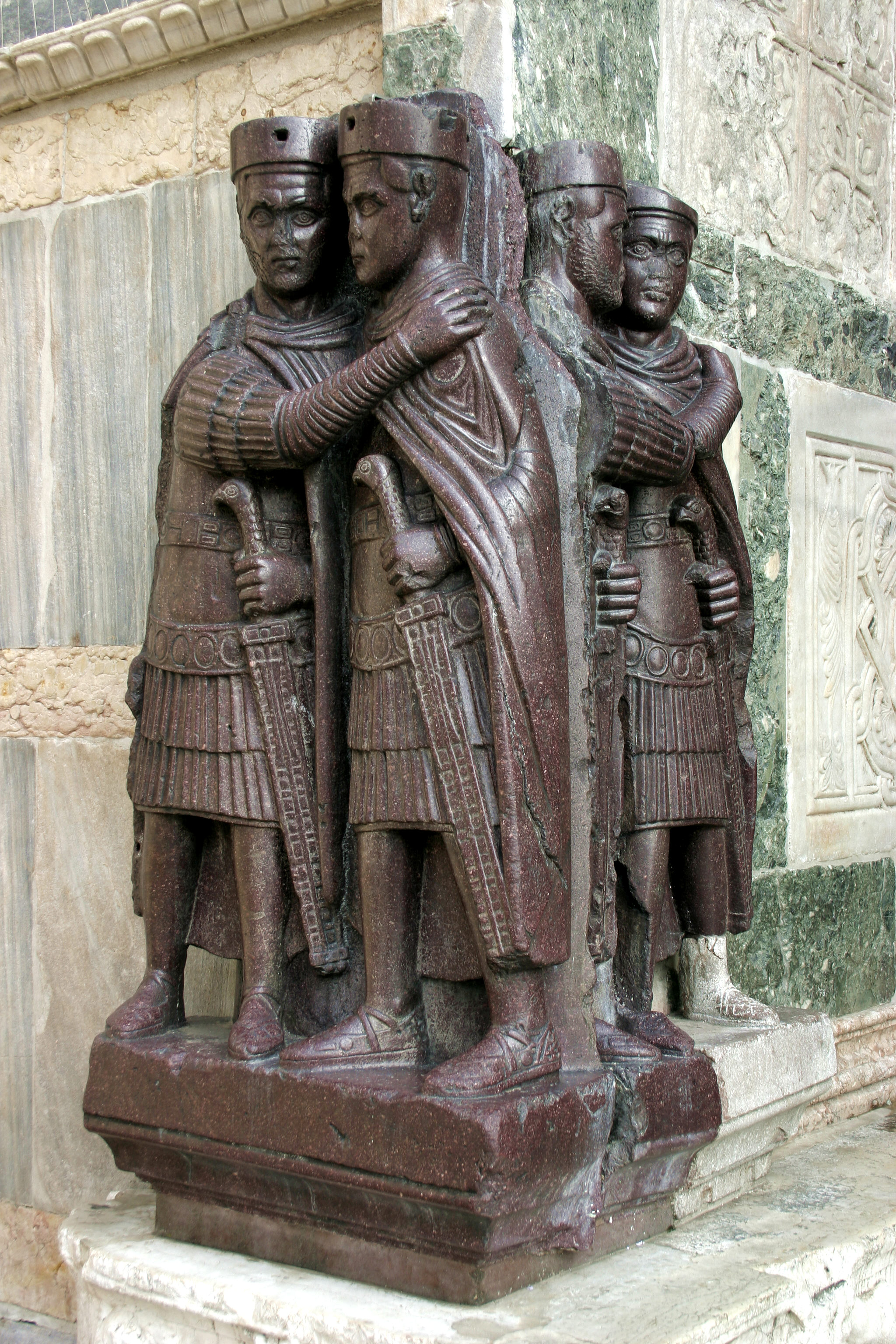
Els tetrarques, grup escultòric de pòrfir, que es troba a la plaça de Sant Marc de Venècia després que, el 1204, els venecians saquegessin Constantinoble

Al cap de poc de temps d'haver arribat al poder, Dioclecià va prendre una decisió força important: reservar-se el govern de les províncies orientals i encomanar l'administració de les occidentals a un coemperador subordinat: Maximià; el 293, va instal·lar el sistema de la tetrarquia en què el govern de l'imperi corresponia a dos augusts –el d'Orient, Dioclecià, i el d'Occident, Maximià–, cadascun dels quals era auxiliat per un cèsar: el d'Orient, Galeri, i el d'Occident, Constanci Clor; s'entenia, però, que no sols els cèsars estaven subordinats als augusts sinó que, a més, Dioclecià ocupava un nivell superior al del seu homòleg occidental.
Amb aquest sistema, l'imperi va viure vint anys de pau en evitar les guerres civils motivades per l'aparició d'usurpadors de la corona, com també contenir els atacs dels bàrbars i assolir una important victòria sobre els perses, que va permetre eixamplar el domini romà sobre Mesopotàmia.
Per a afirmar el poder de l'emperador, calia divinitzar-lo; així, Dioclecià va proclamar-se encarnació de Júpiter mentre que Maximià fou definit com a encarnació d'Hèrcules; a més, per assegurar-se la fidelitat de les legions, va fer donar el títol de protector de l'imperi a Mithra, una divinitat el culte a la qual estava força estès entre els soldats.
Naturalment, aquest ús de les divinitats tradicionals havia de dur a la repressió d'aquells cultes que hi eren contraris: els maniqueus, perseguits el 297, i els cristians, contra els quals, el 303, va decretar-se una persecució.
Per tal de mantenir l'estabilitat del sistema tetràrquic, Dioclecià havia concebut la idea d'abdicar per així poder controlar el mecanisme successori; així, el 305, simultàniament, van abdicar els dos augusts, els quals foren succeïts pels seus cèsars, als quals Dioclecià va obligar-los a nomenar dos nous cèsars: Maximí Daia i Sever, excloent-ne, expressament, els fills de Maximià i de Constanci Clor per evitar, d'aquesta manera, la formació de dinasties.

### La dinastia constantiniana

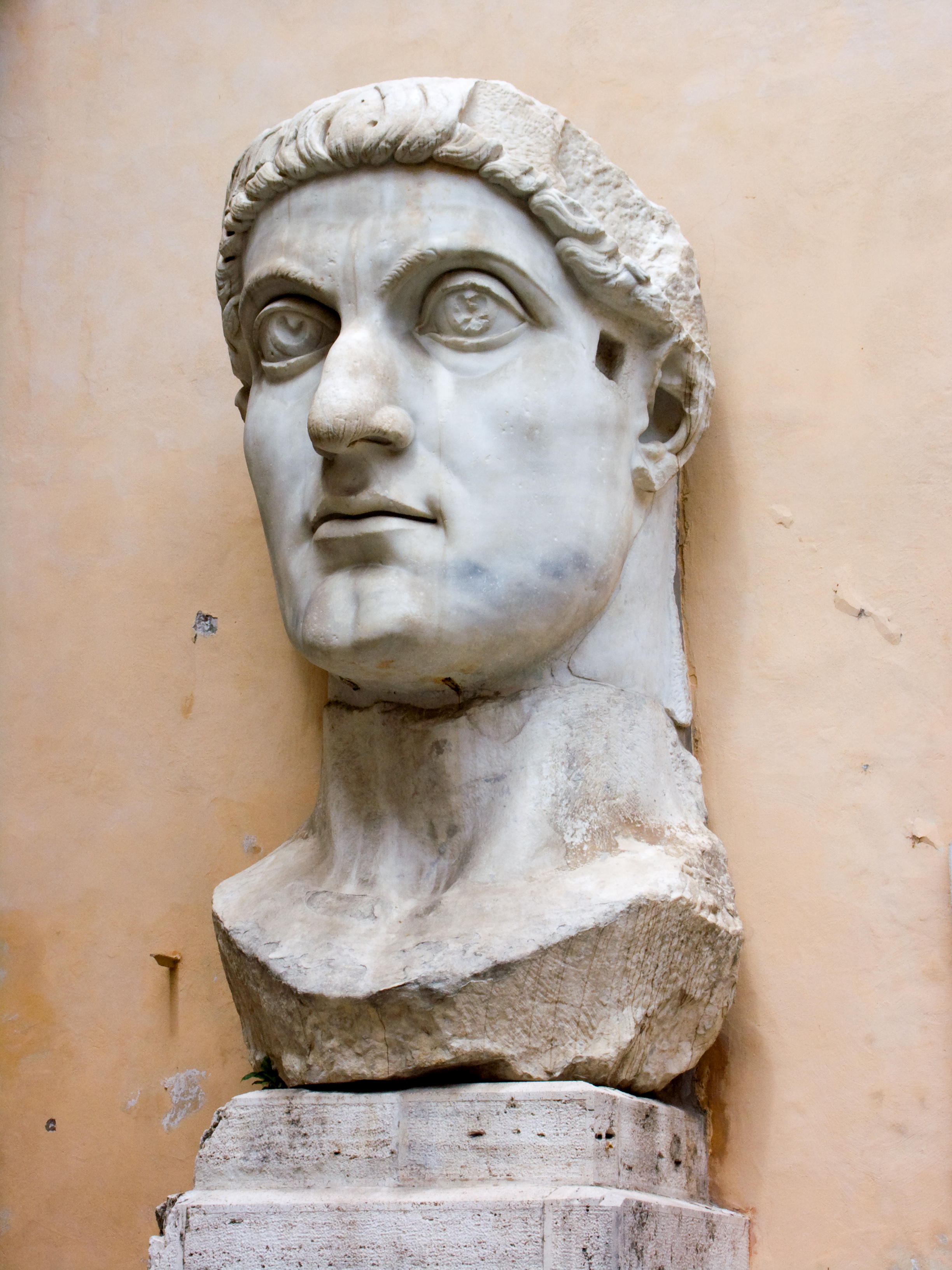
Cap colossal de Constantí el Gran, en marbre, palau dels Conservadors, Museu Capitolí

La segona tetrarquia, amb Galeri com a august d'Orient, Constanci Clor com a august d'Occident, Maximí Daia com a cèsar d'Orient i Sever com a cèsar d'Occident, aviat va dur a una guerra civil generalitzada, causada, precisament, per les ambicions polítiques de Maxenci, fill de Maximià, i de Constantí, fill de Constanci Clor; després d'haver arribat a haver-hi set augusts en guerra l'un contra l'altre, el 313, l'imperi estava en mans de dos emperadors:
Licini i Constantí; Licini va ser derrotat el 316, però, s'arribà a un compromís establint un nou govern conjunt amb dos augusts -Licini i Constantí-, i tres cèsars, els quals, però, eren fills dels augusts, amb la qual cosa es va instaurar el sistema hereditari que Dioclecià havia volgut evitar. Aviat, els dos augusts van enfrontar-se per la qüestió religiosa; Constantí era favorable al cristianisme, mentre que Licini, tot i no estar disposat a reprendre les persecucions, es mantenia fidel al paganisme; així, va arribar-se a una nova guerra civil, finalitzada el 324, després de la qual Constantí quedà com a únic emperador.
Un cop eliminat Licini, Constantí va prendre la decisió de refundar l'antiga ciutat de Bizanci, situada a l'estret del Bòsfor, per convertir-la en la nova capital de l'imperi, i així va ser com Bizanci va convertir-se en Constantinoble, inaugurada, solemnement, el 330.
La mort de Constantí (337) va donar origen a una nova guerra civil entre els seus fills, que va resoldre's el 340 a favor de Constanci II (337-361); el 360, el cèsar d'Occident Julià va rebel·lar-se contra el seu cosí, Constanci II; la mort de l'emperador va evitar, però, l'esclat d'una nova guerra civil, i Julià regnà com a emperador fins a la seva mort, el 363.

### Les dinasties valentiniana i teodosiana

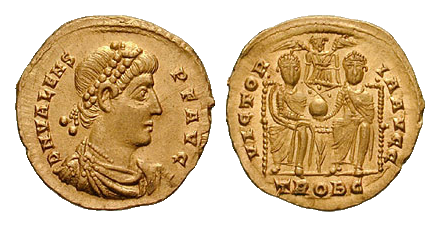
Sòlid d'or, vers 377, Trèveris.
Anvers: efígie de l'emperador Valent. Revers: Valent i Valentinià I al tron, sostenint el símbol del món

Julià (361-363) va ser l'últim emperador de la dinastia constantiniana; després de l'efímer regnat de Jovià (363-364), Valentinià I fou emperador d'Occident (364-375) i el seu germà Valent va ser-ho d'Orient (364-378).
Valentinià I va haver de defensar les fronteres del Rin contra els alamans i les del Danubi contra els quades i els sàrmates, mentre que Valent va haver d'enfrontar-se als gots i als perses.
A la mort de Valentinià I, el poder a Occident va passar als seus fills Gracià (375-383) i Valentinià II (375-392), mentre que després que Valent hagués mort en la batalla d'Adrianòpolis (378) lluitant contra els visigots, Gracià va designar com a nou emperador d'Orient Teodosi. Gracià va morir assassinat pels partidaris del general Magne Màxim que, el 383, es proclamà emperador; ara bé, la intervenció militar de Teodosi va servir per a eliminar l'usurpador, executat el 388, i restituir el govern d'Occident a Valentinià II, que, tal com ho disposà l'emperador d'Orient, quedà sota la protecció del cabdill franc Arbogast, el qual, però, el 392, va fer assassinar Valentinià II i proclamà emperador Eugeni. Així, va començar una nova guerra civil en què Teodosi va derrotar els exèrcits d'Eugeni.

## Segle IV
L'evolució de la societat romana al segle iv va quedar profundament marcada per les reformes polítiques de Dioclecià, continuades per Constantí el Gran, i per l'establiment de la nova religió que afectava a la conducta d'una part important dels ciutadans. Al costat del poder secular (saeculum) estava el poder religiós, rarament enfrontats.

### Crisi econòmica
L'economia agrària en les ciutats va agafar el relleu de les activitats industrials i comercials. En les petites ciutats, on el comerç i la indústria no jugaven un paper important el canvi va ser menys profund, però va ser evident un desplaçament dels centres d'activitat cap a les hisendes agrícoles ubicades sovint a certa distància de les ciutats. Les ciutats van passar a ser fonamentalment centres administratius, religiosos i polítics, amb una vida urbana molt menys desenvolupada que durant el període imperial de la pax romana.
En moltes ciutats s'havia produït un empobriment de les classes superiors (fins al punt que alguns personatges rics van arribar a la mendicitat) fruit de la disminució del comerç, dels problemes de l'agricultura danyada per les invasions i les lluites socials, i del creixent pressió fiscal i les requises. L'annona havia d'alimentar a més de tres-cents mil soldats i a mig milió de beneficiaris de l'assistència pública. L'establiment d'un impost mixt per a terres i persones, encara que més just que l'anterior, resultà molt onerós per a la població.

### Alta demanda fiscal
Al costat d'ells es van desenvolupar els impostos a la producció (Collatio Lustralis) i el sistema de tributs en espècie i prestacions personals (munera) per a l'aprovisionament de l'exèrcit. La corrupció d'alguns funcionaris portava a abusos en les recaptacions i prestacions exigides. Es recorria a tota classe d'abusos per obtenir major recaptació, incloent la tortura, la delació i l'espionatge. No era rar el cas d'haver de lliurar fills com esclaus per pagar els impostos, o bé dedicar a les filles a la prostitució. Els recaptadors s'enriquien sovint i sol una part de la recaptació arribava a l'erari públic.
Com les demandes fiscals superaven sovint les possibilitats dels contribuents, es recorria al frau. L'Església i el clergat (i els gramàtics i retòrics) estaven exempts d'impostos, i alguns grans terratinents, que pel seu poder local eren de fet invulnerables, estaven exempts de certes obligacions. Com aquesta exempció disminuïa la recaptació, augmentava consegüentment la pressió sobre les classes productives. Els petits propietaris (i a vegades també els mitjans) s'endeutaven i els interessos van arribar al 50%, provocant la desaparició de moltes petites propietats i el descens immediat de la recaptació, després de la qual cosa tornaven a exigir-se majors prestacions als quals quedaven. Per evitar el pagament es van utilitzar diversos sistemes, entre ells la fugida a terres no controlades (iniciada a Egipte amb la fugida al desert per viure com anacoretes), que va haver de ser condemnada per l'Estat, legislant-se que tots els fugits fossin trobats i reintegrats als seus llocs d'origen i obligats a contribuir a les càrregues fiscals de l'Imperi. Per evitar el frau es van regular més exactament les prestacions de serveis degudes per cada ciutadà, i se'ls va vincular al seu lloc de treball. Els curials garantien la recaptació i les prestacions fixades per l'Estat, si calia amb ajuda dels seus propis fons.
Les obligacions (munera) de les ciutats se n'havien anat establint al que té de llarg el segle iii, per proveir a l'exèrcit i a les grans ciutats: prestacions per a obres públiques, per a manteniment i allotjament de les tropes i funcionaris, per als viatges oficials incloent-hi el subministrament de cavalls i carruatges, per al transport de cereals i per a l'aprovisionament de Roma i altres grans ciutats.
Igualment havien estat sotmesos al control de l'Estat els principals gremis vinculats al transport i proveïment. La participació en els gremis era obligatòria per a tots els dedicats a l'activitat del mateix i fins a alguns gremis estaven militaritzats. Cap membre del gremi podia abandonar-lo ni tan sols amb el consentiment de tota la resta del gremi. Més tard un edicte de Constantin (332) va vincular a l'explotació agrícola als colons, que només devien prestacions al seu senyor, el propietari de la terra, però la vinculació dels quals a la gleva assegurava el manteniment de la recaptació.
L'Estat va crear algunes empreses estatals; l'explotació de les mines, generalment en mans de l'Estat, es va portar a terme mitjançant condemnats; es van crear fàbriques d'armes (servides pel gremi dels fabricenses, militaritzats) i de vestits.

### Patrocinis
Els petits propietaris eren els més perjudicats, i per sobreviure es va produir l'anomenat moviment dels patrocinis, que es va difondre primer en Orient però que va arribar a la Tarraconense a la segona meitat del Segle IV. Per aquest sistema els pagesos lliures amb terres es posaven sota la protecció d'alts funcionaris civils i militars (patrocinium potentiorum) que eren terratinents. Els grans propietaris que desenvolupaven funcions importants, van estendre la seva protecció als pagesos lliures (amb petits territoris) dels voltants de les seves hisendes, seguint, amb certes diferències, un sistema que ja es va utilitzar en algunes províncies pels grans propietaris, en els moments més durs del segle iii, quan les pestes i els bàrbars devastaven els camps. S'havia utilitzat el sistema d'usdefruit pel propietari, i producció per a l'amo. Ara petits pagesos individuals, però també comunitats senceres, lliuraven les seves terres a un gran propietari amb influència. Aquest les arrendava als seus antics propietaris, i els assegurava en contrapartida la protecció enfront dels abusos de la recaptació i la brutalitat dels mitjans utilitzats. Així va disminuir significativament (per segona vegada) el nombre de pagesos lliures, que van quedar convertits de fet en colons. El moviment del patrocinium  es va estendre també a alguns oficis (ferrers, fusters, moliners, etc.) que passaven directament al servei dels Potens. Fins i tot els curiales de les ciutats es van acollir al sistema (els curials lliuraven les seves terres i possessions, i al no posseir béns estaven incapacitats per exercir el càrrec), i es va produir un significatiu desplaçament de la població de les ciutats cap al camp.
Iniciat el moviment amb els terratinents que desenvolupaven un càrrec, el moviment va continuar (sense tractar-se estrictament d'un patrocini però amb els mateixos efectes) cap als grans propietaris en general. Cada gran hisenda es convertia en una petita entitat autàrquica, on podien trobar-se tots els serveis essencials. Els productes més rendibles (ramaderia, vinya, olivera i horta) es van concentrar en la hisenda principal, i els colons cultivaven els cereals. Les grans hisendes (fundus) constituïen doncs un conjunt de múltiples explotacions individuals. Els productes de les possessions eren comercialitzats i abraçaven no sol la producció agrícola, sinó també productes de terrisseria, teles, metall, carn, gra molt, llana, cuir, pells i altres. Els grans propietaris, quan les seves possessions no eren contínues, deixaven les secundàries en mans de Procuratores (administradors) o Conductors (arrendataris).
Contra el moviment dels patrocinis també es va legislar: es va ordenar que tots els qui s'acollissin al moviment pagarien una multa (cinc lliures d'or si era curial, i una lliura si era gremialista), i els terratinents havien d'acomiadar a totes les persones que s'haguessin acollit al sistema (encara que naturalment no afectava als petits propietaris). Als curials se li va prohibir absentar-se de la seva ciutat, so pena de perdre les seves possessions a favor del consell local llevat que tornessin en cinc anys.
Per evitar l'entrada en el servei eclesiàstic també es van dictar normes, i va ser prohibit per a determinades professions.

### Millora econòmica
Durant uns anys les noves mesures econòmiques van produir un xoc en el funcionament econòmic general. Al retrocés dels anys 240- 280, seguits d'una reactivació entre el 280 i el 320 aproximadament, va seguir una nova regressió que va abraçar almenys a una generació (320- 350), per iniciar-se una nova remuntada en la segona meitat del segle iv, basada sobretot en les explotacions autàrquiques i la consolidació progressiva (i engrandiment) de les grans explotacions, que va permetre aconseguir una recaptació tributària suficient per cobrir les necessitats de l'Estat.
L'enfortiment de la nova moneda d'or (el solidus) no va ser aliè a la recuperació observada en la segona meitat del segle iv. Els preus de la carn i els cereals i altres productes bàsics, van caure en picat. No obstant això, com s'havia introduït el costum de pagar els salaris d'espècie, van ser les classes altes les que més es van beneficiar d'aquesta estabilitat. De fet a alguns llocs ja no es va restablir íntegrament l'economia monetaria (encara que no va desaparèixer del tot), però si que va renéixer de nou al Orient.
Les classes socials es dividien en dos grans grups: els honestiores o potens (dins del qual estaven els senatorials i els curials) i els humiliores o populum. Però progressivament aquestes classes, fins i tot mantenint-se, ja no ho van ser pel que fa a naixement, sinó per raó de l'ofici i l'activitat.

### Honestiores
La classe més alta dels honestiores, que constituïa una espècie d'aristocràcia entroncada amb l'antiga classe senatorial, havia anat desapareixent al llarg el segle iii per donar pas a una fornada sorgida de famílies enriquides procedents de l'antiga classe dels cavallers i alguns supervivents de la classe senatorial. Però aquesta classe va ser delmada en la segona meitat del Segle III, i va donar pas a una classe latifundista (Potents) sorgida dels alts càrrecs militars i polítics i els supervivents de l'antiga classe més alta, juntament amb alguns enriquits durant els conflictes del Segle III, sorgits de la classe alta de les ciutats (homines novi o clarissimi novi). Tots aquests honestiores o potents (el títol de senadors no es va perdre) tenien normalment el títol de vir clarissimi i van ser adquirint privilegis considerables: exempció d'impostos locals, possessió d'organismes judicials propis, no pertinença a la Cúria i altres. El procés de formació d'aquesta nova classe formada per les restes de la vella aristocràcia agrària (Senadors), la noblesa militar i administrativa posseïdora de terres, i famílies de l'orde eqüestre enriquides (homines novi), que en el llenguatge usual de l'època es va designar com potents, va abraçar tot el segle iv.
Llevat de casos aïllats els curials, que constituïen la classe dirigent de les ciutats, van perdre rang, i encara que es van mantenir (llevat d'excepcions) dins dels honestiores no podien considerar-se Potents.
A la classe dels honestiores s'accedia per naixement o per promoció (sobretot a través de l'exèrcit). Els Potents i els honestiores conformaven el grup dels divites (rics) enfront dels humiliores o plebei o populum considerats els pauperes (pobres).
A les grans explotacions unes senyalitzacions (generalment pedres) delimitaven l'extensió del fundus que en la pràctica quedava administrativament separat de la ciutat en el territori de la qual s'ubicava. El poder econòmic dels grans propietaris fou variable segons les regions. El propietari (dominus = senyor) del fundus, es dedica als passejos, les caceres (realitzades amb nombrosos acompanyants, per al rastreig, l'acorralament, etc.), les finances de la seva propietat, i els contactes externs, sovint amb gent culta. La potència econòmica derivada de la possessió d'or i terres i exempcions d'impostos, i dels múltiples servidors (colons o arrendataris, esclaus...) els assegurava una influència política important, i sovint accedien als alts càrrecs imperials. El seu poder local els permetia, si arribava el cas, negar el pagament de l'impost als curials encarregats de la recaptació, els quals mancaven del poder necessari per al seu cobrament; al llarg el segle iv van aconseguir que el traspàs de la recaptació dels impostos deguts pels Potents passés al Officium del governador provincial, segurament més manipulable i menys exigent o corromput que els curials (que sent responsables personals no podien avenir-se a cap transacció). A les grans hisendes van sorgir milícies privades (bucellarii) i un sistema judicial autònom, i allà on la religió cristiana tenia incidència, també es van edificar petites esglésies (capellae) dependents nominalment del Bisbe de la ciutat, però aïllades i, en la pràctica diària, sota el control del dominus.

### Populum
Enfront d'aquesta classe social estava el populum, els anomenats humiliores (o tenuiores). També aquesta classe es va reorganitzar al llarg el segle iii i al segle iv.
Les fugides d'esclaus, la seva alta mortaldat, la dificultat de reposició (faltaven esclaus i el comerç no era regular), les manumissions dels cristians, i altres causes van fer descendir el nombre d'esclaus. Els que van quedar, al treballar bàsicament en les grans hisendes, es van assimilar als colons, fins al punt que a vegades era difícil saber qui era esclau i qui era colon (el colon, a diferència de l'esclau tenia llibertat personal i jurídica, però aquesta llibertat era teòrica). El nombre d'esclaus va descendir de manera important, i van passar a ser una petita minoria amb escassa incidència social. El nombre de pagesos lliures també va descendir de manera dramàtica (encara que menys que els esclaus).
Molts pagesos (rusticus), camperols (vicanus) o treballadors agrícoles amb petites propietats (agricolas) van fer lliurament formal (precari) de les seves propietats als propietaris dels fundus, i es van posar sota el seu patrocini o es van constituir en colons. Però una part important de la pagesia va resistir i els petits propietaris, minvats en nombre i poder econòmic, van subsistir, encara que amb una tendència natural de les grans propietats a absorbir-los. Els colons, pagesos sense terra, que tenien arrendades parcel·les a un gran propietari a canvi de tota o part de la producció i de serveis personals (corvatae) van quedar subjectes a la terra, és a dir que no podien abandonar la seva explotació, que devia transmetre's als seus descendents, mantenint-se perpètuament la subjecció al dominus. La situació jurídica dels pagesos que lliuraven les seves terres i es convertien en arrendataris colons, i dels que no posseint cap terra arrendaven parcel·les i es convertien en colons, va tendir a una assimilació completa.
Aviat el règim del colonat va ser considerat l'únic tant per als colons propis, com per als arrendataris de les seves pròpies terres, com per als esclaus col·locats en l'explotació d'una parcel·la de la finca.
Al costat dels pagesos lliures que van poder mantenir la seva situació, van quedar elements de les capes baixes de les ciutats (alguns artesans i bracers o jornalers, i alguns esclaus).
Els curials que no van poder accedir a la classe dels Potents a poc a poc van perdre poder i riquesa sota el pes de la pressió fiscal, les confiscacions, les exaccions, els lliuraments forçosos, les dificultats del comerç, i les càrregues que comportava l'elecció per a una funció en el Consell. La classe dels curiales també va reduir considerablement els seus efectius: una part va emigrar al camp, i es va posar sota patrocini dels grans; una altra part va ingressar a la religió; altres es van empobrir i es van convertir en proletaris. La classe burgesa de les ciutats va quedar pràcticament desfeta i els comerciants i artesans que constituïen la classe mitjana, quan no es van empobrir, van procurar dissimular la seva sort per no entrar en la categoria de curials.
Finalment les classes baixes es van mantenir amb prou feines, treballant en les petites indústries d'elaboració de productes alimentaris, teles (lli, llana, cotó, pell...) i altres productes (metalls, mobiliari, eines...) o al servei temporal dels propietaris, habitualment o en èpoques de recollida de les collites.

### Constatació d'un canvi social
Des de principi del segle iv totes les activitats que fossin d'interès per a l'Estat van quedar regulades. Anteriorment s'havia pretès establir responsables per al compliment de determinades prestacions. Però els intents d'eludir les responsabilitats i escapar del control de les corporacions gremials, van obligar a anar més lluny. Es tractava d'establir la dependència hereditària de cada individu a un determinat ofici i grup social. Així els funcionaris van ser els primers dels que els fills van quedar obligats a seguir la professió dels seus pares (estiguessin aquests en servei o no). També els soldats tindrien caràcter hereditari: els fills dels soldats haurien de ser soldats (i per evitar fraus eren marcats en el braç, i si es mutilaven tallant-se els dits, haurien d'ocupar les funcions dels decurions o curials en exercici). Després es va convertir en hereditari l'ofici de curial (Curialis), i si moria sense descendència el càrrec passava al seu hereu (si aquest era incapaç econòmicament havia d'indemnitzar a la cúria); si el curial entrava en religió havia de col·locar en el seu lloc a un parent pròxim al qual havia de transmetre totes les seves propietats, o bé lliurar tots els béns a la cúria; si alteraven la seva vinculació hereditària al càrrec entrant en una altra casta hereditària, era obligat a reintegrar-se a la seva casta primitiva. L'accés a la condició de Curial per matrimoni també va quedar regulat: si un curial no tenia fills homes, el marit de la seva filla passava a ser curial. El sistema hereditari es va estendre a molts oficis, per a tots els quals es van dictar similars normes que per als curials en evitació que se sostraguessin de les seves obligacions. Als gremialistes se'ls prohibia emigrar i en cas de fer-ho havien de ser tornats al seu lloc d'origen. Quan l'exercent de certs oficis (forners, navegants, empleats de la construcció, carnissers i altres) moria deixant hereus menors d'edat, s'eximia a aquests de realitzar les funcions paternes fins als vint anys, però el lloc del mort havia de ser ocupat per algú contractat a costa de tot el gremi. Quan s'incorporés el menor (als 20 anys) el contractat seguia exercint l'ofici. Finalment es va establir que els colons no podrien abandonar la seva terra i que el propietari gaudia d'amplis drets per obligar-lo a tornar. Les funcions eclesiàstiques van estar a punt de ser declarades hereditàries sota Constant, però finalment la idea va ser desestimada.
El canvi de classe social (Ordo) es va fer dificultós. La presa de possessió de determinats càrrecs suposava la immediata entrada en la classe superior. No obstant això es va legislar per evitar-lo, establint-se que el que hagués arribat a la condició de spectabilis o illustris mantindria els seus honors i privilegis però el que sent decurió arribés en el futur la condició de spectabilis hauria de mantenir les seves funcions de Decurió, i els seus fills (nascuts després de l'accés al rang superior) també estarien subjectes a la doble obligació. El compliment de les funcions hereditàries podia ser impost també davant els tribunals.